# Lacey Green
Lacey Green es una localidad situada en el condado de Buckinghamshire, en Inglaterra (Reino Unido). Según el censo de 2011, tiene una población de 1147 habitantes.
Está ubicada al norte de la región Sudeste de Inglaterra, cerca de la frontera con las regiones de Este de Inglaterra y Midlands del Este y de la ciudad de Milton Keynes, y al noroeste de Londres.